# ایگور پرینس
ایگور پرینس (استونیایی: Igor Prins؛ زادهٔ ۲۱ اکتبر ۱۹۶۶) بازیکن سابق و مربی فوتبال اهل استونی است.
از باشگاه‌هایی که در آن بازی کرده‌است می‌توان به باشگاه فوتبال لوادیا تالین، باشگاه فوتبال فلورا تالین، باشگاه فوتبال تالین سادام، باشگاه فوتبال لانتانا تالین، و باشگاه فوتبال نورما تالین اشاره کرد.
وی همچنین در تیم ملی فوتبال استونی بازی کرده‌است.